# Blejski vintgar
Soteska Vintgar je v neposredni bližini Gorij na Gorenjskem, na vzhodnem robu Triglavskega narodnega parka, oz. 4 kilometre severozahodno od središča Bleda. Je 1,6 km dolga in do 250 m globoka soteska, skozi katero teče gorska reka Radovna. Povirje Radovne je v dolinah Krme in Kota v Triglavskem pogorju, vode pa zbira tudi s severnega dela Pokljuke in Mežakle. V soteski so skoki, tolmuni, brzice, draslje in druge korozijske oblike delovanja vode. Na koncu Vintgarja pada preko praga 13-meterski Slap Šum.
Sotesko sta februarja leta 1891 odkrila gorjanski župan Jakob Žumer ter kartograf in fotograf Benedikt Lergetporer. Odkritje je bilo naključno, v času, ko je bil vodostaj Radovne izredno nizek. Skozi skoraj neprehodno sotesko sta se podala iz Spodnjih Gorij proti Blejski Dobravi. Številne naravne lepote so ju navdušile, da sta se odločila sotesko urediti za oglede. Vintgar je bil za obiskovalce urejen leta 1893, z več kot 500 metrov lesenih mostov in galerij, vpetih v živo skalo. V najbolj izrazitem delu se galerije po odkritelju imenujejo Žumrove galerije, posvečena pa mu je tudi spominska plošča v tamkajšnji steni.
Ob koncu soteske je zajezitev za hidroelektrarno Vintgar. Korita prečka železniška proga Jesenice-Most na Soči, v Blejski Dobravi pa je tudi Železniško postajališče Vintgar. Železniški most v Blejskem vintgarju je največji v celoti ohranjeni kamniti železniški eno-ločni most v Sloveniji. Zgrajen je bil iz rezanega kamna v letih 1904 in 1905 po načrtih arhitekta Roberta Schonhoferja.
To so naša prva turistično urejena korita, ki so dala ime tudi drugim soteskam ("vintgar") in so zaščitena kot naravni spomenik.
Zaradi značilne oblike je v 20. stoletju nastalo občno ime s pomenom : "zelo ozka rečna dolina z brzicami in strmimi pobočji", tudi "tesen" in se preneslo tudi na geografski imeni:
- Iški vintgar in
- Bistriški vintgar

## Nastanek soteske
Reka Radovna je pred ledeno dobo tekla proti vzhodu. Bohinjski ledenik jo je nato zagradil z ledom in morenskim gradivom, tako, da je nastalo jezero, reka pa si je poiskala pot proti severovzhodu čez pas srednje triasnega temnega apnenca z roženci med Poljano (884 m) in Homom (844 m) proti dolini Save Dolinke. 
Razlikujemo več vrezovalnih faz Radovne. Hkrati se je neotektonsko dvigal ves blok apnencev. Slap Šum je nastal in še nastaja z retrogradno erozijo ob stiku z glino zgornje oligocenske starosti.

## Galerija
- Slap Šum, spomladi 2016